# Interface web

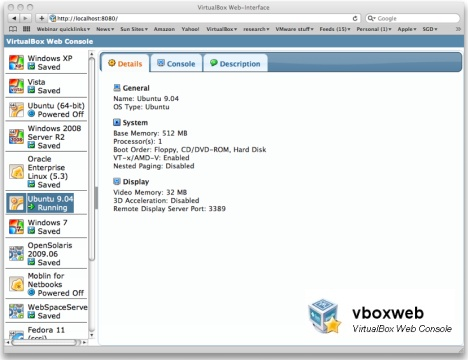
Interface web Virtualbox.

Une interface web est une interface homme-machine constituée de pages web et permettant dans certains cas  d'utiliser des applications web.
Un client ou plus populairement un navigateur web tel que Firefox, Safari, Google Chrome, Internet Explorer ou bien Opera étant installable et généralement présent sur tout ordinateur moderne, une interface web est visualisable à partir de n'importe quel dispositif possédant un navigateur web (ordinateur, tablette ou smartphone, etc.). Elle est aussi potentiellement accessible du monde entier grâce à l'Internet.
Pour choisir le contenu de la page du navigateur il faut entrer une URL.
De nombreux matériels tels que routeur, modem ou photocopieur disposent d'une interface web permettant de les administrer.